# Sulawesi-Erdbeben 2021
Das Sulawesi-Erdbeben 2021 ereignete sich am 15. Januar 2021 um 2:28 Uhr Ortszeit auf der Insel Sulawesi, Indonesien. Es hatte die Stärke 6,2 auf der Momenten-Magnituden-Skala. Mehr als 100 Menschen kamen dabei ums Leben.

## Erdbeben
Das Erdbeben hatte sein Epizentrum nach Angaben des USGS 32 Kilometer südlich von Mamuju, der Regionalhauptstadt der Provinz Westsulawesi. Das Hypozentrum des Bebens lag in 18 Kilometern Tiefe. Der Herdvorgang war eine Aufschiebung an einer bislang wenig erforschten Verwerfung.
Zwölf Stunden vor dem Hauptbeben ereignete sich ein Vorbeben der Stärke 5,7 MW.
Es kam zu mehreren Nachbeben, 23 in den ersten beiden Tagen nach dem Hauptbeben. Diese Zahl war niedriger, als örtliche Seismologen erwartet hatten. Sie befürchteten daher, dass noch aufgestaute Energie in einem weiteren schweren Beben freigesetzt werden könnte und riefen die Bevölkerung zur Wachsamkeit auf.

## Opfer und Schäden

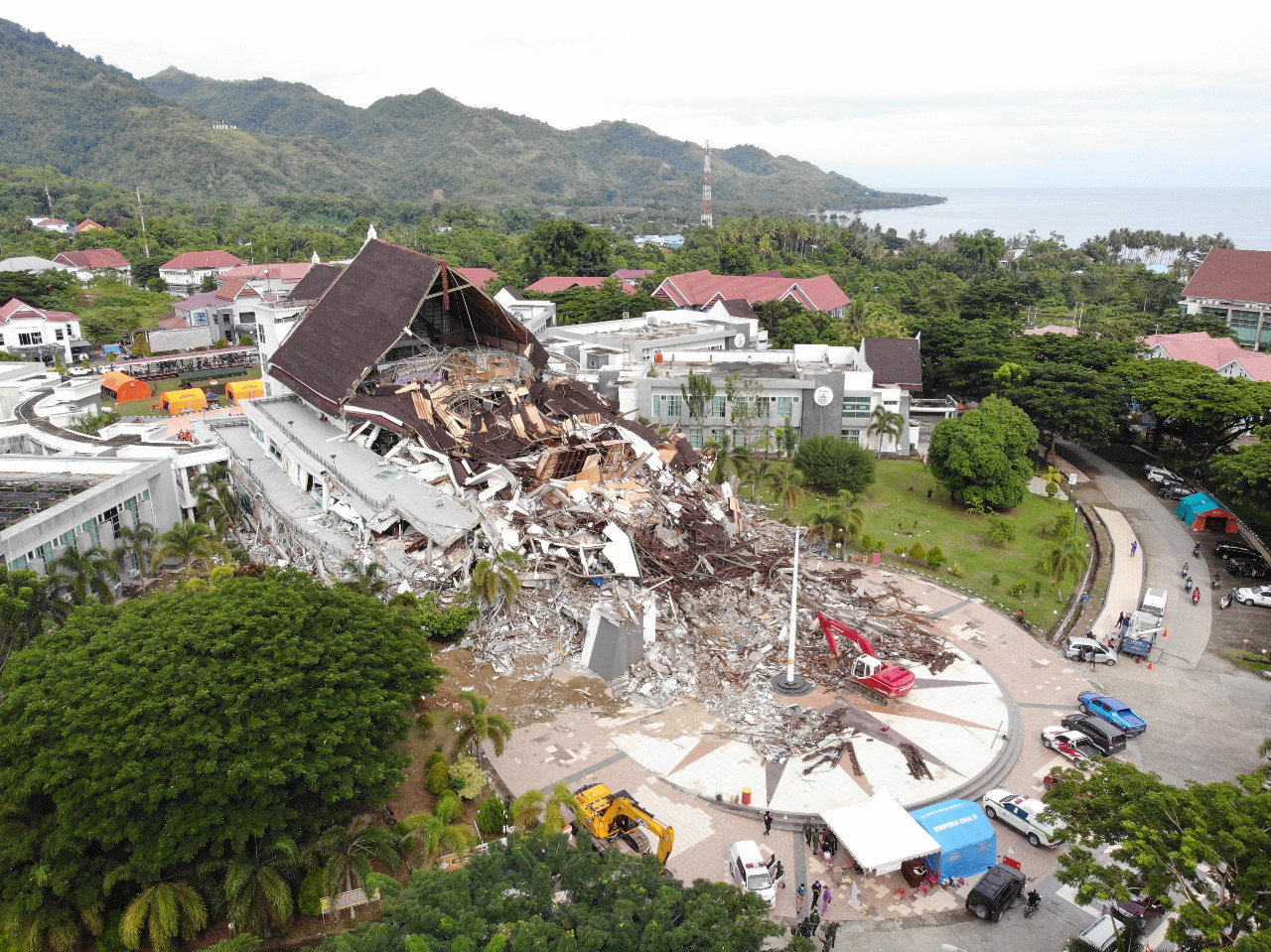
Der zerstörte Sitz des Gouverneurs von Westsulawesi in Mamuju

Mindestens 111 Menschen kamen bei dem Erdbeben ums Leben, die meisten davon  im Regierungsbezirk Mamuju und einige im Regierungsbezirk Majene. 6489 Menschen wurden verletzt, mehr als 400 davon schwer. Mehr als 92.000 Menschen wurden obdachlos. Bei einem Nachbeben am 3. Februar 2021 kam eine weitere Person ums Leben.
Mehrere Gebäude stürzten ein, darunter das Gebäude der Provinzverwaltung in Mamuju und das Krankenhaus „Mitra Manakarra“ in Mamuju. Stark betroffen war unter anderem auch der Ort Majene. Insgesamt wurden 22 Gesundheitseinrichtungen und mindestens 7800 Häuser beschädigt.
Vorübergehend fiel bei 90.000 Haushalten der Strom aus.
Die Versorgung der Verletzten und die Isolation von COVID-Patienten gestaltete sich aufgrund beschädigter Gesundheitseinrichtungen schwierig. Die indonesische Marine entsandte das Hospitalschiff KRI Dr Soeharso nach Mamuju. Mit Hubschraubern wurden Hilfsgüter in schwer zugänglich Dörfer gebracht.
Die Such- und Bergungsarbeiten wurden durch intensiven Monsunregen behindert. 19 Menschen konnten lebend aus den Trümmern gerettet werden.
In der Provinz Westsulawesi wurde ein 14-tägiger Notstand ausgerufen.